# 印度尼西亚共和国紧急政府
印度尼西亚共和国紧急政府（缩写为PDRI），是1948年荷兰發動乌鸦行动，占领印度尼西亞共和國首都日惹之後，由印尼民族主義者建立的临时政府，首都武吉丁宜市，主席為沙弗鲁丁·普拉维拉内加拉。
印尼共和国的战略委员会从一开始就制订好了应急计划，准备在苏门答腊或者海外建立流亡政府。社会福利部部长沙弗鲁丁去了武吉丁宜准备该计划。总统苏卡诺在被荷兰人俘虏前曾向沙弗鲁丁发送电报，授权后者组建“印度尼西亚共和国流亡政府”，然而这封电报直到1949年才被沙弗鲁丁等人接收到。另一封内容相近的电报发送给了正在新德里的印度尼西亚共和国的财政部长亚历山大·安德烈斯·马拉米斯。1948年12月22日，在荷兰入侵后，沙弗鲁丁基于制订的应急计划，于苏门答腊的武吉丁宜市建立流亡政府，即“印度尼西亚共和国紧急政府”，沙弗鲁丁本人担任紧急内阁的主席。为避免被荷兰人逮捕、流亡政府的领导层在西苏门答腊省频繁转移。1949年年初，流亡政府与位于爪哇的印度尼西亚抵抗力量和六个正在爪哇逃亡的印度尼西亚共和国部长接触。
根據鲁姆-范·罗延协议，自7月13日起，所有荷兰部队应撤出共和国領土，同时，所有被捕的印度尼西亚共和国领导人应立刻释放。自此緊急政府完成了使命，於是沙弗鲁丁在當天解散紧急政府，把政權移交給共和國总统苏卡诺。